# Sisikon
Sisikon (toponimo tedesco) è un comune svizzero di 373 abitanti del Canton Uri.

## Geografia fisica
Sisikon si affaccia sul lago dei Quattro Cantoni.

## Monumenti e luoghi d'interesse
- Chiesa parrocchiale cattolica di San Giuseppe, eretta nel 1968[1];
- Cappella di Tell, attestata dal 1508-1516 e ricostruita nel 1879. Sorge presso Tellsplatte e fu eretta nel luogo in cui, secondo la leggenda, Guglielmo Tell sfuggì a Gessler durante una tempesta, saltando a terra dalla barca del tiranno e lasciandolo in balia delle onde; gli affreschi di Ernst Stuckelberg risalgono al 1882[2].

## Società

### Evoluzione demografica
L'evoluzione demografica è riportata nella seguente tabella:
Abitanti censiti

## Amministrazione
Ogni famiglia originaria del luogo fa parte del cosiddetto comune patriziale e ha la responsabilità della manutenzione di ogni bene ricadente all'interno dei confini del comune.